# Бойга мангрова
Бойга мангрова (Boiga dendrophila) — отруйна змія з роду Бойга родини Вужеві. Має 9 підвидів. Інша назва «уленбуронг».

## Опис
Загальна довжина досягає 2,5 м. Статура масивніша в порівнянні з іншими бойгами, шийне перехоплення не настільки виражене, голова менш відокремлена від тулуба. Тулуб сильно стиснутий з боків, майже трикутної форми в перетині.
Спина блискучого чорного кольору з синюватим відливом та вузькими поперечними яскраво—жовтими смугами, які часто розширюються донизу, перериваються в області хребта або утворюють суцільне напівкільце. У деяких особин ці смуги білого кольору. Верхньогубні щитки жовті з тонкою темною облямовкою по краю. Горло й черево у передній частині жовті. Ближче до хвоста черево стає чорним.

## Спосіб життя
Полюбляє рівнинні болотисті первинні ліси, мангрові зарості на узбережжі, вторинні ліси, береги водойм, ділянки, які використовуються для вирощування сільськогосподарських культур. Не уникає сусідства з людиною. Прекрасно лазить по деревах, для денного відпочинку використовує товсті гілки, що звисають над водою. Вночі під час полювання нерідко спускається на землю. Харчується невеликими хребетними, жабами, ящірками, іншими зміями, птахами та їх яйця, ссавцями.
Агресивна змія, здатна за себе постояти. Дія отрути великих особин може мати клінічні прояви, такі, як поява набряку в місці укусу, гарячка, інтоксикація, що нагадує грип, нудота, які, однак, безслідно проходять через 2—3 дні.
Це яйцекладна змія. Самка відкладає від 4 до 15 яєць.

## Поширення
Мешкає у південному Таїланді, на Малайському півострові, Великих і Малих Зондских островах, Філіппінах. До цього виду також часто включають вузькосмугову (чорну) мангрові змію (Boiga gemmicincta), що мешкає на Сулавесі, хоча є дані, що дозволяють вважати її окремим видом. Іноді зустрічається у Камбоджі та південному В'єтнамі.

## Підвиди
- Boiga dendrophila annectens
- Boiga dendrophila dendrophila
- Boiga dendrophila divergens
- Boiga dendrophila gemmicincta
- Boiga dendrophila latifasciata
- Boiga dendrophila levitoni
- Boiga dendrophila melanota
- Boiga dendrophila multicincta
- Boiga dendrophila occidentalis